# Amarte es mi pecado
Amarte es mi pecado (lit. Te Amar é Meu Pecado) é uma telenovela mexicana produzida por Ernesto Alonso para a Televisa e exibida pelo Canal de Las Estrellas entre 5 de janeiro a 14 de maio de 2004, sucedendo Velo de novia e antecedendo Rubi. 
Se trata de uma história original escrita por Liliana Abud e adaptada por Jaime García Estrada e Orlando Merino. 
Foi protagonizada por Yadhira Carrillo, Sergio Sendel e Alessandra Rosaldo, com atuações estrelares de Alexis Ayala, Sergio Reynoso, Sergio Ramos, Macaria e Ofelia Guilmáin e antagonizada por Sylvia Pasquel, Tiaré Scanda, Alejandro Ibarra, Odiseo Bichir, Erika Buenfil, Xavier Marc, Isabel Martínez, Margarita Isabel, Adriana Roel e Antonio Medellín.

## Sinopse
Na cidade de Pátzcuaro vive Nora, uma bela jovem cheia de ilusões. As mulheres a invejam e os homens a admiram, mas ela só tem olhos para Alfredo, um belo jovem de poucos recursos. Seu pai, Jacob, insiste continuamente que ela deve se casar com um homem rico e importante para ter uma vida melhor. No leito de sua morte, Nora lhe promete realizar este desejo. Ao mesmo tempo, Nora por não contrariá-lo, já que sua saúde é delicada, mantém em segredo seu romance com Alfredo. Após a morte de Jacob, Nora sofre uma devastadora decepção quando Isaura, sua madrasta, a vende a Heriberto, um homem mais rico de Pátzcuaro… com a cumplicidade de Alfredo.
Em defensa de sua honra, Nora fere Heriberto, mas ele não apresenta queixa para evitar um escândalo. Mesmo assim, a esposa de Reyes nunca quis bem Nora e por tanto, com ajuda do noivo de Nora, faram a vida dela impossível. Contudo, pressionada pelas fofocas de vizinhos, Nora vai viver na cidade de Morelia com sua tia Alejandra. Em Morelia, Nora conhece Arturo e se entrega apaixonadamente a ele. Arturo a ama, mas deve partir ao estrangeiro onde lhe ofereceram um trabalho que ele sempre sonhou, como piloto de uma empresa aérea comercial. Arturo promete que voltará para se casar com ela e Nora fica feliz cuidando dos preparativos para seu casamento escondida de Alejandra.
Em um encontro casual, Arturo conhece Paulina, ambos se surpreendem na manhã seguinte quando percebem que dormiram juntos; se despedem por ter compromissos urgentes e inadiáveis. Quando Paulina regressa ao México, confessa o que aconteceu ao seu noivo Juan Carlos. Ele é compreensivo e insiste em seguir com os planos de casamento, mas ela dúvida, já que se da conta que se apaixonou por Arturo.
Nora descobre que espera um filho de Arturo, mas antes de poder dizer, Arturo recebe uma ligação de Paulina informando que está grávida. Ele sentido responsabilidade se obriga a contar a Nora o sucedido. Nora se sente traída novamente; cala sobre sua gravidez e decide se dedicar por completo ao filho que espera. O destino, contudo, foi brincado com ela novamente.
Destroçada por completo, Nora jura não voltar a amar e refaz sua vida com um só propósito em mente: aproveitar sua beleza para explorar os homens. Convertida em uma mulher dura, Nora viverá desde agora unicamente para fazer fortuna a custa de quem quer que seja e buscar, uma forma de se vingar de Arturo, a quem ela quer odiar com toda sua alma… mas não pode deixa de amar, porque amá-lo é seu pecado.

## Elenco
- Yadhira Carrillo - Leonora "Nora" Guzmán / Leonora Madrigal de Horta
- Sergio Sendel - Arturo Sandoval de Anda
- Alessandra Rosaldo - Paulina Almazán Miranda
- Sylvia Pasquel - Isaura Ávila vda de Guzmán
- Tiaré Scanda - Casilda Gómez / Casilda Guzmán Madrigal de Horta
- Alejandro Ibarra - Alfredo de La Mora/Alfredo Rangel Gómez
- Margarita Isabel - Alejandra Madrigal de Horta
- Alexis Ayala - Leonardo Muñoz de Santiago
- Erika Buenfil - Gisela de López Monfort
- René Casados - Juan Carlos Orellana
- Odiseo Bichir - Sergio Samaniego
- Sergio Reynoso - Félix Palacios García
- Manuel Ojeda - Jacob Guzman
- Luis Gimeno - Clemente Sandoval
- Adriana Roel - Gertrudis de Reyes
- Antonio Medellín - Heriberto Reyes
- Aarón Hernán - Joaquín Arcadio
- Eugenio Cobo - Hipolito Zavala
- Sergio Ramos - Silverio Almazán
- Luis Bayardo - Manolo Tapia
- Óscar Servin- Roque Ramos
- Antonio Miguel - Víctor Garduño
- Isabel Martínez - Claudia Hernández
- Emilia Carranza - Pilar Cansino
- Alonso Echánove - Felipe Fernández Del Ara
- Xavier Marc - Evaristo López Monfor
- Silvia Manríquez - Ana María Fernández del Ara
- María Prado - Cholé Ocampo
- Macaria - Dra. Clara Santacruz
- Alejandro Ruiz - Diego Fernández Del Ara
- Ingrid Martz - Renata Quiroga
- Jan - Roberto Peña
- José Ángel García - Julián Quiroga
- Verónica Jaspeado - Mirta Fernández del Ara
- Mauricio Aspe - Rafael Almazán Miranda
- Dacia Arcaráz - Diana
- Germán Gutiérrez - Osvaldo Quintero
- David Ramos - Pepe Luis Reséndez
- Sergio Ochoa - Mariano Pacheco
- Bibelot Mansur - Pascuala Ocampo
- Tatiana Rodríguez - Jessica Del Valle
- Juan Carlos Casasola - Gonzalo Carrera
- Roberto Ballesteros - Marcelo Previni
- Juan Peláez - Carmelo Quintero
- Samuel Gallegos - Guardaespalas de Félix Palacios
- Gabriela Goldsmith - Kathy de Quiroga
- Ofelia Guilmáin† - Doña Covadonga Linares de Almazán
- Benjamín Islas - Detetive Toscano
- Graciela Bernardos - Bettina Riquelme
- Lidise Pousa - Claudia Rivas
- Julio Monterde - Padre Javier Lucio
- Hugo Macías Macotela - Padre Benigno
- Beatriz Monroy - Luisa
- Perla Encinas - Lucia Fernández
- Eduardo Lugo - Mariano
- Aleyda Gallardo - Raquel
- Susana Lozano - Gilda
- Josefina Echánove - Damiana Mendiola
- Esther Guilmáin - Micaela Montalvo
- Ramón Menéndez - Ingeniero del área de Aviación
- Baltazar Oviedo - Juan Salvador Rodríguez
- Eugenio Cobo - Hipólito
- Alberto Loztin - José Jorge Gastelum
- Jorge Santana - Fito (Jovem)
- Ninón Sevilla - Doña Galia de Caridad
- Jerardo - Agustín
- Laura Sotelo - Dulce
- Humberto Dupeyrón - Omar
- Conrado Osorio - Sandro
- Sergio Sánchez - Dr. Bermúdez
- Felipe Nájera - Voz de Felipe Fernández Del Ara
- Jorge Ulises - Escolta César
- Farah Abud - Cristina Palacios Moret
- Verónica Toussaint - Jazmín
- Marina Marín - Cristina
- Virginia Gimeno - Rebeca Duarte
- Óscar Ferretti - Baltazar Duarte
- Irene Arzuela - Terapeuta de Ana María
- Berenice Noriega - Modelo
- Norma Reyna - Faustina
- Michelle Ramaglia - Hospedeira
- Pablo Zuack - Recepcionista
- Andrea Legarreta - Apresentadora
- Ernesto Laguardia - Apresentador
- Charly Santana - Fito (criança)
- Giney Mottola - Nora (criança)/Alejandra (filha de Nora)
- Galilea Montijo - Galilea

## Exibição
Foi reprisada por seu canal original entre 3 de maio e 9 de julho de 2010, substituindo Mariana de la noche e sendo substituída por El manantial, ao meio dia.
Foi reprisada pelo canal TLNovelas entre 18 de janeiro e 26 de março de 2021, substituindo Fuego en la sangre e sendo substituída por Piel de otoño.

## Audiência
A trama alcançou 21,8 pontos de média.

## Versões
- Mujer de nadie, versão produzida por Giselle González em 2022, como projeto da TelevisaUnivision, com Livia Brito, Marcus Ornellas e Juanita Arias interpretando o triângulo amoroso central.

## Prémios e indicações
| Categoria                  | Nomeado (a)                         | Resultado  |
| -------------------------- | ----------------------------------- | ---------- |
| Melhor telenovela          | Ernesto Alonso                      | Nomeado    |
| Melhor atriz protagonista  | Yadhira Carrillo                    | Nomeada    |
| Melhor ator protagonista   | Sergio Sendel                       | Nomeado    |
| Melhor vilão               | Odiseo Bichir                       | Nomeado    |
| Melhor vilã                | Sylvia Pasquel                      | Nomeada    |
| Melhor atriz secundária    | Tiaré Scanda                        | Nomeada    |
| Melhor ator secundário     | Alexis Ayala                        | Nomeado    |
| Melhor primeira atriz      | Margarita Isabel                    | Nomeada    |
| Melhor primeiro ator       | Sergio Ramos "El Comanche"          | Nomeado    |
| Melhor revelação feminina  | Alessandra Rosaldo                  | Nomeada    |
| Melhor revelação masculina | Jan                                 | Vencedor   |
| Melhor tema musical        | Ricardo Montaner Alessandra Rosaldo | Vencedores |